# Willisornis
Willisornis is een geslacht van vogels uit de familie Thamnophilidae (miervogels). De naam van dit geslacht verwijst naar de Amerikaanse ornitholoog Edwin O'Neill Willis (1935-2015). Het geslacht telt twee soorten.
- Willisornis poecilinotus  –  Schubrugmiervogel
- Willisornis vidua  –  Xingumiervogel